# 잉글랜드인

잉글랜드인(영어: English people, 간단히 English)은 영어를 모국어로 사용하고, 브리튼 제도의 잉글랜드 토착의 민족·혈통이자 국민을 가리킨다.

## 같이 보기
- 잉글랜드의 역사
- 영국인